# Karl Kases
Karl Kases (* 16. Januar 1951 in Wien) ist ein österreichischer Regisseur und Kameramann.

## Leben
Karl Kases begann 1975 seine Laufbahn als Kameramann bei Musikvideos und in der Werbung. Seit 1982 dreht er Kino- und Fernsehfilme sowie Fernsehserien.
1991 übersiedelte er nach Los Angeles und drehte die Filme Mindwalk mit Liv Ullmann, The Foot Shooting Party mit Leonardo DiCaprio und Rain Without Thunder mit Jeff Daniels. 1992 heiratete er die Kostüm-, Bühnen- und Szenenbildnerin Ina Peichl, mit der er zwei Töchter hat. Tochter Josephin Kases (* 1992) ist als Schauspielerin tätig.
Zwischen 1994 und 1997 war er bei 120 Folgen der amerikanischen Fernsehserie Walker, Texas Ranger als Kameramann tätig und arbeitete außerdem für die Fernsehserie Dallas mit Larry Hagman.
1998 war Kases auch als Regisseur bei Walker, Texas Ranger tätig. Er ist Mitglied der DGA Directors Guild of America und des BVR (Bundesverband der Regisseure). Seit 2001 lebt Karl Kases in Deutschland und ist seit Ende der 1990er Jahre vornehmlich als Regisseur tätig.

## Filmografie
- 1983: Im Zeichen des Kreuzes (Fernsehfilm)
- 1984: Tatort – Täter und Opfer (Fernsehreihe)
- 1986: Tatort – Der Tausch
- 1987: Tatort – Spielverderber
- 1988: Tatort – Einzelhaft
- 1988: Tatort – Gebrochene Blüten
- 1988: Tatort – Moltke
- 1990: Der Meister des Jüngsten Tages
- 1994: Fitness (Sitcom)
- 1998: Dallas – Kampf bis aufs Messer (Dallas: War of the Ewings, Fernsehfilm)
- 1998–1999: Walker, Texas Ranger (Fernsehserie)
- 1999/2001: Schlosshotel Orth (Fernsehserie)
- 2000: The President’s Man (Fernsehfilm)
- 2001: Sommer und Bolten: Gute Ärzte, keine Engel (Fernsehserie)
- 2001: Die Kumpel (Fernsehserie)
- 2001: Liebe darf alles (Fernsehmehrteiler)
- 2002: Das unbezähmbare Herz (Fernsehmehrteiler)
- 2002: Der Duft des Geldes (Fernsehfilm)
- 2003: Da wo die Heimat ist (Fernsehfilm, Reihe)
- 2003–2004: Stefanie – Eine Frau startet durch (Fernsehserie)
- 2004: Da wo die Herzen schlagen (Fernsehfilm, Reihe)
- 2004: Der Traum ihres Lebens (Fernsehfilm)
- 2004: Mit deinen Augen (Fernsehfilm)
- 2005: Da wo das Glück beginnt (Fernsehfilm, Reihe)
- 2005–2006: Eine Liebe am Gardasee (Fernsehserie)
- 2006: Unsere Farm in Irland – Wolken über der Küste (Fernsehfilm)
- 2007: Rosamunde Pilcher – Aus Liebe und Leidenschaft (Fernsehfilm, Reihe)
- 2007: Die Alpenklinik – Aus heiterem Himmel (Fernsehfilm, Reihe)
- 2008: Rosamunde Pilcher – Herzen im Wind (Fernsehfilm, Reihe)
- 2008: Zeit für Träume (Fernsehfilm)
- 2009: Heimat zu verkaufen (Fernsehfilm)

## Publikationen
- 2021: Der Mallorca-Job: ein Krimi , ursprünglicher Titel Der Gute Mann Vom Ballermann: Mallorca Krimi, tredition, Hamburg 2021 ISBN 978-3-347-27132-6.[4]